# Liste der Kulturdenkmale in Breitenberg (Holstein)
In der Liste der Kulturdenkmale in Breitenberg sind alle Kulturdenkmale der schleswig-holsteinischen Gemeinde Breitenberg (Kreis Steinburg) aufgelistet (Stand: 10. März 2025).

## Legende
In den Spalten befinden sich folgende Informationen:
- Objekt-ID: die Nummer des Kulturdenkmales
- Lage: die Adresse des Kulturdenkmales und die geographischen Koordinaten. Kartenansicht, um Koordinaten zu setzen. In der Kartenansicht sind Kulturdenkmale ohne Koordinaten mit einem roten Marker dargestellt und können in der Karte gesetzt werden. Kulturdenkmale ohne Bild sind mit einem blauen Marker gekennzeichnet, Kulturdenkmale mit Bild mit einem grünen Marker.
- Offizielle Bezeichnung: Bezeichnung des Kulturdenkmales
- Beschreibung: die Beschreibung des Kulturdenkmales
- Bild: ein Bild des Kulturdenkmales

## Sachgesamtheiten
| Objekt-ID      | Lage                                          | Offizielle Bezeichnung | Beschreibung | Bild                             |
| -------------- | --------------------------------------------- | ---------------------- | --- | -------------------------------- |
| 41016 Wikidata | Kirchenstraße 18 (53° 55′ 28″ N, 9° 38′ 6″ O) | Kirche Breitenberg     | Aktualisierung vorgesehen - Begründung: geschichtlich, künstlerisch, städtebaulich, Kulturlandschaft prägend - Schutzumfang: Kirche mit Ausstattung, Glockenturm, Kirchhof, Grabmale bis 1870, Lindenkranz, Feldsteinböschung, Pastorat, Blutbuche | weitere Fotos \| Fotos hochladen |

## Bauliche Anlagen und Gründenkmale
| Objekt-ID      | Lage                                           | Offizielle Bezeichnung | Beschreibung | Bild                             |
| -------------- | ---------------------------------------------- | ---------------------- | --- | -------------------------------- |
| 27440 Wikidata | Kirchenstraße 16 (53° 55′ 26″ N, 9° 38′ 11″ O) | Pastorat               | Alteintragung (Aktualisierung vorgesehen) - Begründung: geschichtlich, künstlerisch, städtebaulich, Kulturlandschaft prägend - Schutzumfang: Pastorat, Blutbuche - Denkmaltyp: Bauliche Anlage, Sachgesamtheit: Kirche Breitenberg        | BW                               |
| 1534 Wikidata  | Kirchenstraße 18 (53° 55′ 28″ N, 9° 38′ 6″ O)  | Kirche mit Ausstattung | Alteintragung (Aktualisierung vorgesehen) - Begründung: geschichtlich, künstlerisch, städtebaulich - Schutzumfang: Kirche mit Ausstattung, Glockenturm - Denkmaltyp: Bauliche Anlage, Sachgesamtheit: Kirche Breitenberg                  | weitere Fotos \| Fotos hochladen |
| 19714 Wikidata | Kirchenstraße 18 (53° 55′ 29″ N, 9° 38′ 6″ O)  | Kirchhof               | Alteintragung (Aktualisierung vorgesehen) - Begründung: geschichtlich, Kulturlandschaft prägend - Schutzumfang: Kirchhof, Grabmale bis 1870, Lindenkranz, Feldsteinböschung - Denkmaltyp: Gründenkmal, Sachgesamtheit: Kirche Breitenberg | BW                               |

## Quelle
- Liste der Kulturdenkmale in Schleswig-Holstein – Kreis Steinburg

- Karte mit allen Koordinaten:
- OSM |
- WikiMap